# Перовський Лев Олексійович
Лев Олексійович Перовський (нар. 9 (20) вересня 1792 — пом. 9 (21) листопада 1856) — російський державний діяч, археолог, генерал від інфантерії.

## Життєпис
У 1811 році закінчив Московський університет. Учасник франко-російської війни 1812 року і закордонних походів російської армії 1813—1814 років. Був членом ранніх організацій декабристів, але згодом від руху відійшов. У 1823—1826 роках служив в Колегії іноземних справ, у 1826—1840 роках в департаменті та Міністерстві уділів (з 1840 року — товариш міністра). У 1841—1852 роках — міністр внутрішніх справ, очолював міністерство уділів. Керував роботою Комісії для дослідження старожитностей. Брав участь у розкопках у Криму і Новгороді. Зібрав велику нумізматичну колекцію (зберігається в Ермітажі (Санкт-Петербург, Росія)